# Pseudosculda
La pseudosculda (gen. Pseudosculda) è un crostaceo estinto appartenente agli stomatopodi, affine all'attuale canocchia. Visse nel Cretaceo superiore (circa 90 - 85 milioni di anni fa) e i suoi resti fossili sono stati ritrovati in Libano.

## Descrizione
Questo animale era molto simile a un'attuale canocchia (Squilla mantis) ma era di dimensioni molto piccole, e raramente superava i 5 centimetri di lunghezza. Il carapace era corto e ricopriva solo una parte del torace, che ne fuoriusciva posteriormente ed era seguito dall'addome. Lo sviluppo del secondo paio di appendici toraciche era notevole, come in tutti gli stomatopodi: erano a forma di pinze, dotate di lunghe spine sull'ultimo segmento. Le antennule e le antenne erano corte. I segmenti del torace erano sei e portavano una spina al centro del dorso. Il telson era a forma trapezoidale, grande e dentellato, con due spine mobili all'apice. Anche l'esopodite dell'uropodio portava una fila di dentelli mobili lungo il margine esterno. Gli uropodi, inoltre, portavano una sorta di appendice biforcuta.

## Classificazione
I fossili di questo animale provengono dai giacimenti cretacei del Libano, e vennero descritti per la prima volta nel 1872 da Schluter, che li descrisse come Sculda laevis. Solo nel 1886 Dames coniò il nuovo genere Pseudosculda, riconoscendo sufficienti tratti distintivi tra questa specie e il genere Sculda. Pseudosculda, attualmente, è considerato un rappresentante di una famiglia a sé stante (Pseudosculdidae), comprendente anche altre forme come Archaeosculda, affini alle forme della recente famiglia Sculdidae.

## Paleoecologia
Come le attuali canocchie, Pseudosculda era un animale che abitava i fondali fangosi poco profondi, nei quali scavava gallerie dove poi viveva. Pseudosculda era sicuramente un animale predatore, che catturava piccoli invertebrati grazie alle sue grandi appendici anteriori.